# Weißes Kreuz (Forst Tennenlohe)

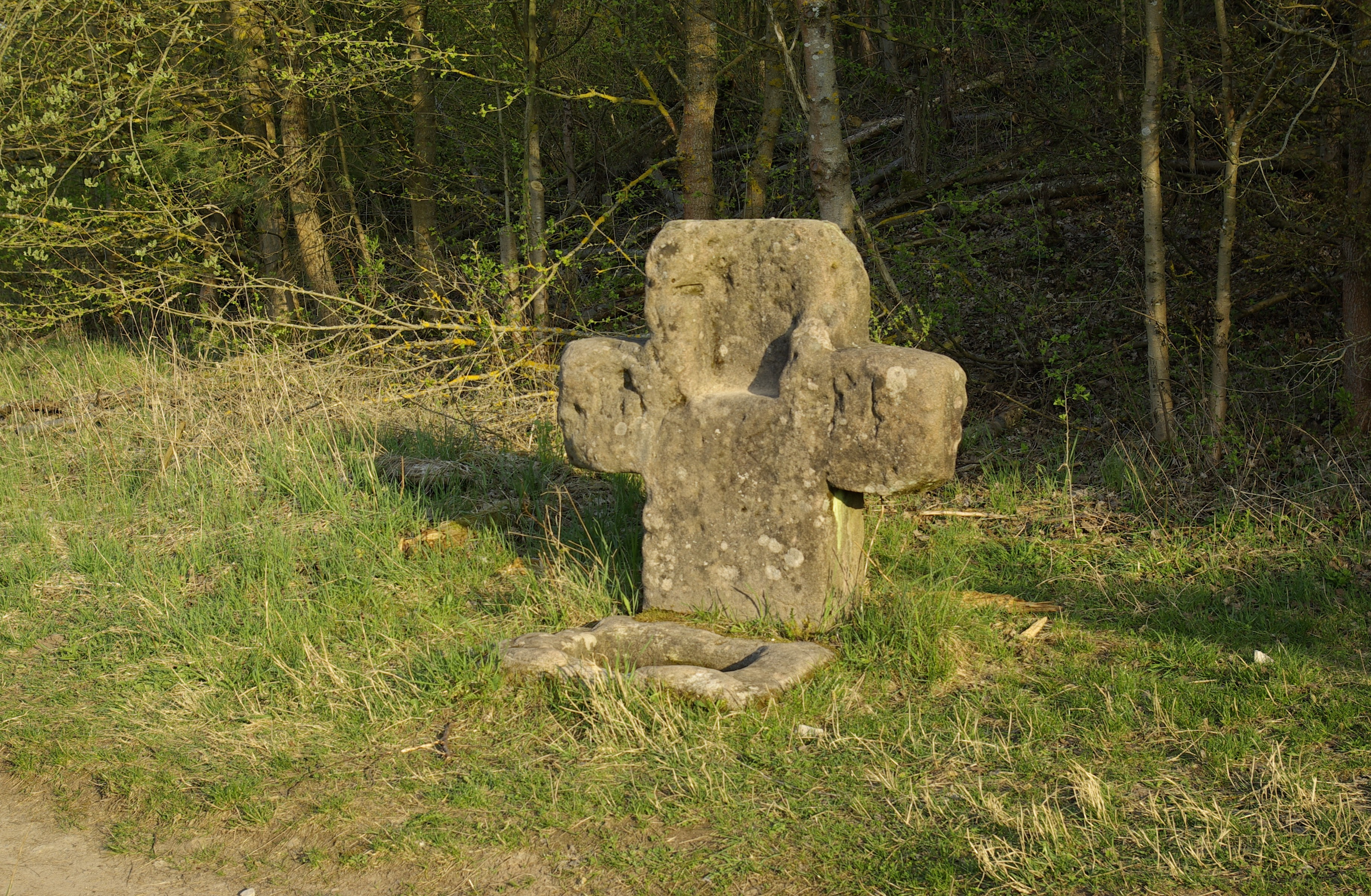
Das Weiße Kreuz, 2013

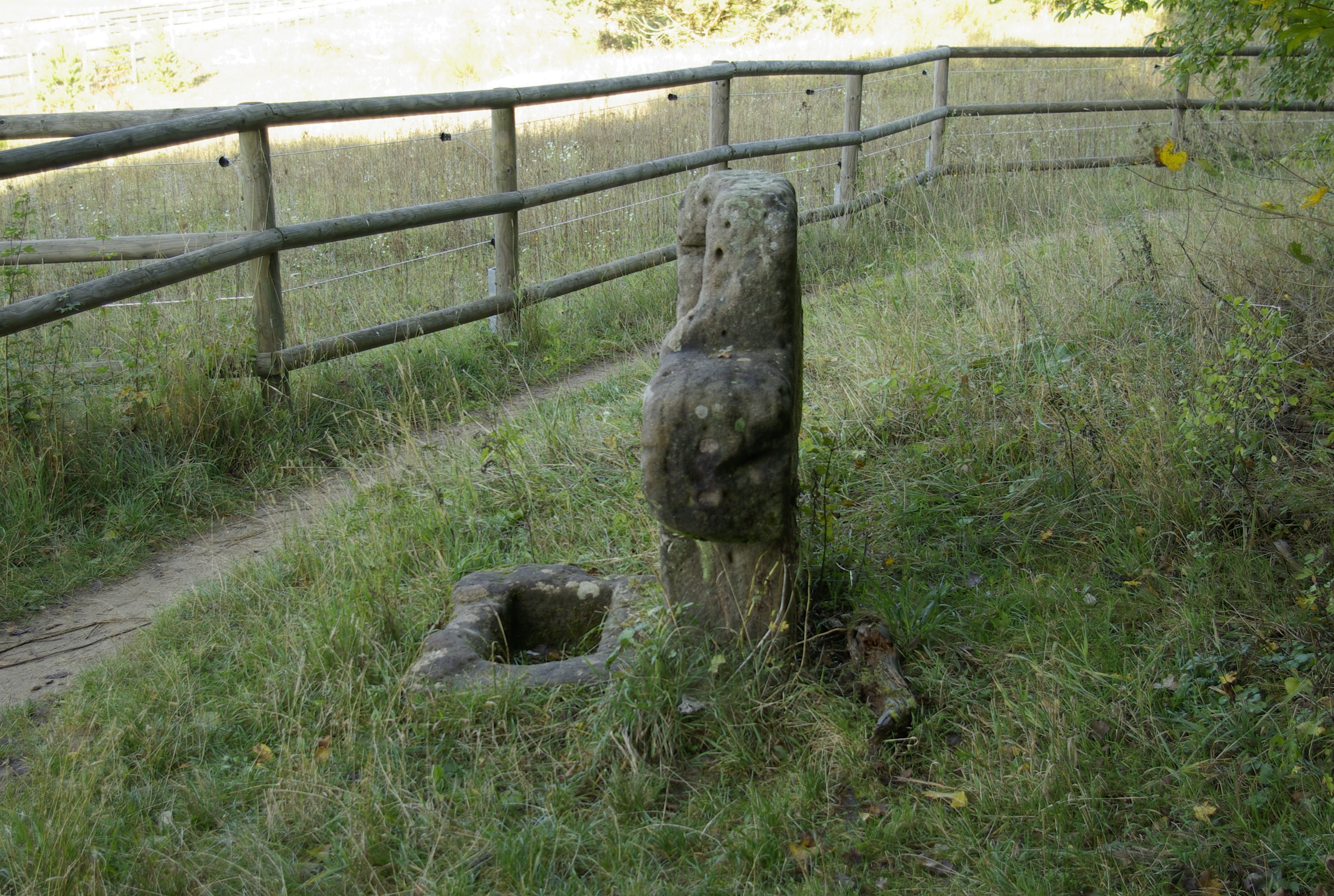
Das Weiße Kreuz, 2012

Das Weiße Kreuz, auch Hirschlecke genannt, ist ein historisches Steinkreuz im gemeindefreien Gebiet Forst Tennenlohe im mittelfränkischen Landkreis Erlangen-Höchstadt.

## Standort
Das Steinkreuz steht in der nach ihm benannten Waldabteilung Weißes Kreuz am sogenannten Heuweg inmitten des Naturschutzgebietes Tennenloher Forst im Sebalder Reichswald. In unmittelbarer Nähe befinden sich das Gehege für die Przewalski-Pferde und der heute als Aussichtspunkt genutzte Kugelfangwall des ehemaligen Truppenübungsplatzes bei Tennenlohe.

## Beschreibung

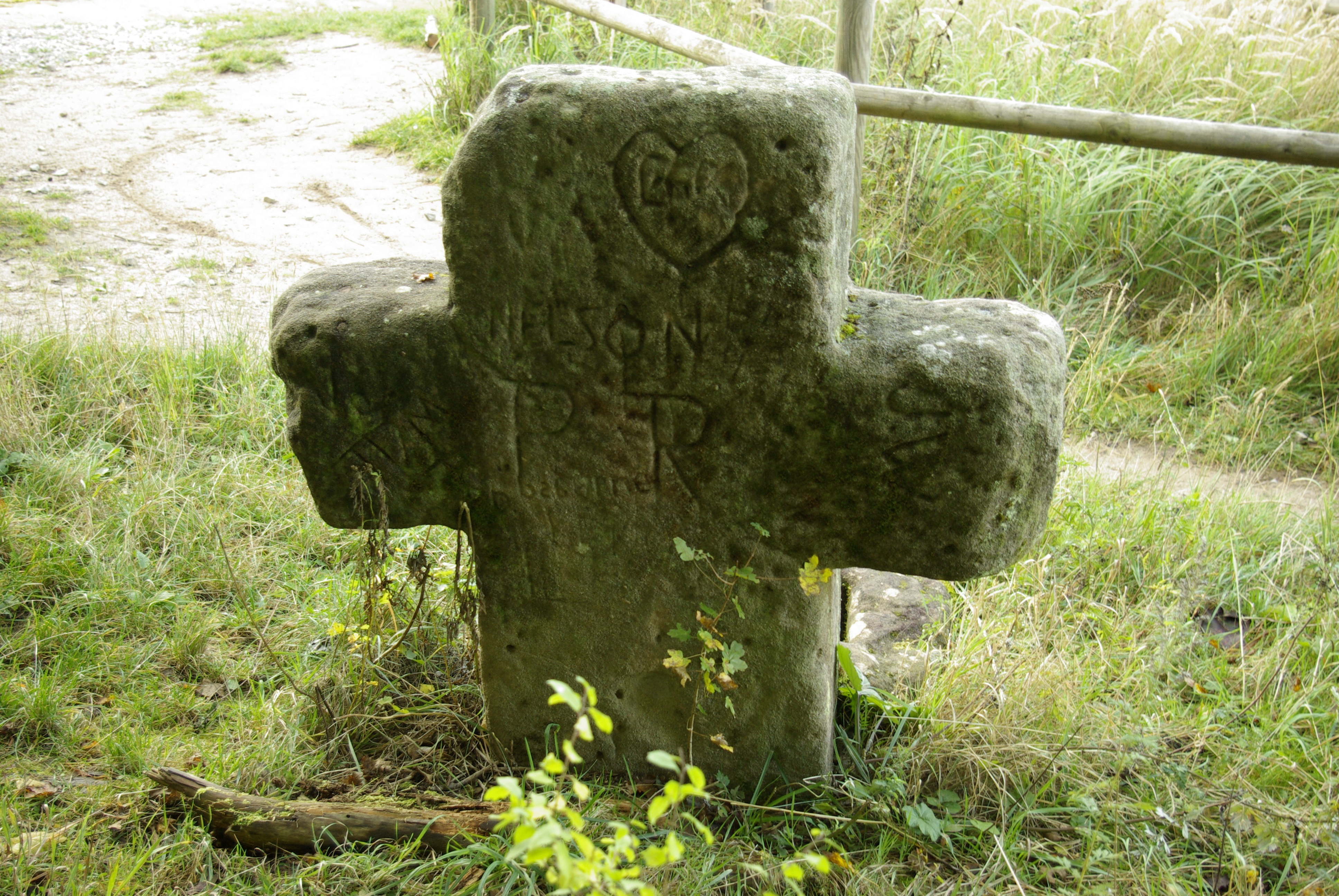
Rückseite des Kreuzes, 2012

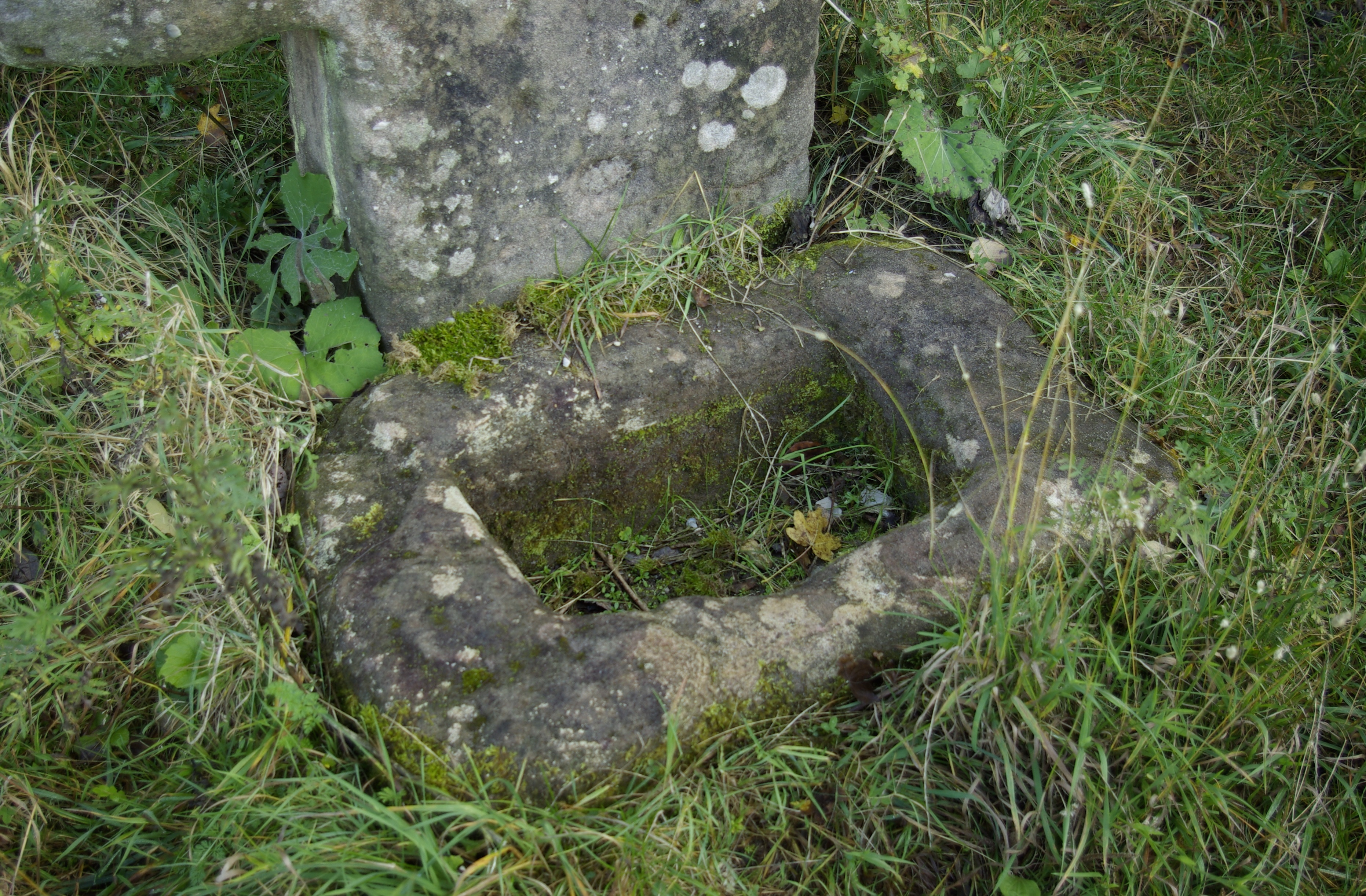
Der Steintrog vor dem Kreuz, 2012

Das etwa 1,10 Meter hohe Weiße Kreuz besteht aus dem in der Umgebung vorkommenden Burgsandstein. Die maximale Breite des lateinischen Kreuzes beträgt ca. 1,15 Meter bei einer Stärke von rund 30 Zentimetern. Auf der Vorderseite befinden sich eine auffallende Nische im Kopfteil sowie teilweise stark verwitterte Buchstaben, die in einer Beschreibung aus den 1940er Jahren noch eindeutig als „J H“ auf dem linken und „M“ auf dem rechten Arm gedeutet wurden. Auf der Rückseite sind zahlreiche Buchstaben, Initialen, Namen und ein Herz eingeritzt. Außer bei letzterem handelt es sich vermutlich um Zeichen neueren Datums. Vor dem Steinkreuz ist im Boden ein knapp 60 cm breiter Steintrog eingelassen.

## Geschichte
Die Bedeutung des wahrscheinlich spätmittelalterlichen Steinkreuzes ist unbekannt. Möglicherweise handelt es sich um ein Wetter- oder Votivkreuz, das von Arbeitern der damals im Reichswald zahlreichen Steinbrüche errichtet wurde. In der Nische am Kopfteil könnte einst eine Heiligenfigur gestanden haben. Der Trog diente vermutlich als Salzlecke für das im Nürnberger Reichswald einst zahlreich vorkommende Rotwild. Daran erinnert auch der für das Weiße Kreuz ebenfalls gebräuchliche Name Hirschlecke, der allerdings zu Verwechslungen mit der gleichnamigen Quelle im Buckenhofer Forst führen kann.
Der jetzige Standort des Steinkreuzes entspricht nicht dem ursprünglichen Ort der Aufstellung. Zunächst stand es etwa 590 Meter weiter östlich an einer nicht mehr vorhandenen Kreuzung zweier Waldwege (Koordinaten). 1935 errichtete die Reichswehr dort einen Truppenübungsplatz. Um das Kreuz vor Beschädigungen oder der gänzlichen Zerstörung zu bewahrten, wurde es im Oktober 1941 auf Initiative der Forschungsgemeinschaft Deutsche Steinkreuzforschung erstmals versetzt. Als der Truppenübungsplatz später von der US-Armee genutzt wurde, kam es zu einer erneuten Umsetzung des Denkmals. Nach dem 1993 erfolgten Abzug der Truppen und dem Ende der militärischen Nutzung des Geländes wurde das Weiße Kreuz an seinem heutigen Standort errichtet.